# Moselle Open 2016
Moselle Open 2016 — тенісний турнір, що проходив на кортах з твердим покриттям у місті Мец, Франція з 19 вересня. Належав до категорії ATP World Tour 250.

## Фінальна частина

### Одиночний розряд
Люка Пуй —  Домінік Тім 7–6(7–5), 6–2

### Парний розряд
Хуліо Перальта /  Орасіо Себальйос —  Мате Павич /  Майкл Вінус 6–3, 7–6(7–4)